# NTLDR
NTLDR (abbreviazione di NT Loader) è il boot loader di Windows NT, incluso anche in alcune delle sue ultime versioni (2000/XP/Server 2003). Da Windows Vista in poi, è stato sviluppato un nuovo caricatore di avvio: winload.exe nonché il relativo gestore di avvio (Windows Boot Manager). NTLDR può essere caricato sia da Disco rigido che da dispositivi rimovibili (come CD-ROM, disco USB, floppy disk). NTLDR può anche caricare sistemi operativi non NT indicando l'appropriato boot sector in un file.
Oltre a svolgere la funzione di caricatore di avvio, NTLDR è anche boot manager.